# Попов, Константин Михайлович
Константин Михайлович Попов (15(28) апреля 1900, Порт-Артур — 27 сентября 1982, Москва) — советский географ-экономист, востоковед. 

## Образование
Окончил Киевский планово-экономический институт (1923).
Кандидат экономических наук (1936).
Доктор экономических наук (1944).

## Карьера
С 1930 года — профессор Московского института востоковедения.
В 1943—1970 годах — эксперт-консультант Министерства внешней торговли СССР.
В 1950—1965 годах — заведующий отделом географии капиталистических и развивающихся стран Института географии АН СССР.
С 1965 года — старший научный сотрудник Института востоковедения АН СССР.

## Авторство
Автор более 80 опубликованных работ по географии, экономике и культуре Японии, а также по древним странам Востока и проблемам развивающихся стран.

### Труды
- Япония. — М.—Л., 1931.
- Техно-экономическая база Японии. — М., 1934.
- Экономика Японии. — М., 1936.
- Тихоокеанский театр военных действий. — М., 1942.
- Минеральные ресурсы Японии. — М., 1949.
- Япония. Очерки развития национальной культуры и географической мысли. — М., 1964.